# Саррі (Мен)
Саррі (англ. Surry) — місто (англ. town) в США, в окрузі Генкок штату Мен. Населення — 1632 особи (2020).

## Демографія
Згідно з переписом 2010 року, у місті мешкало 1466 осіб у 673 домогосподарствах у складі 429 родин. Було 1119 помешкань
Расовий склад населення:
| - 97,3 % — білих - 0,8 % — азіатів - 0,5 % — корінних американців - 0,2 % — чорних або афроамериканців |

До двох чи більше рас належало 1,1 %. Частка іспаномовних становила 0,7 % від усіх жителів.
За віковим діапазоном населення розподілялося таким чином: 17,3 % — особи молодші 18 років, 61,3 % — особи у віці 18—64 років, 21,4 % — особи у віці 65 років та старші. Медіана віку мешканця становила 49,0 року. На 100 осіб жіночої статі у місті припадало 98,9 чоловіків;  на 100 жінок у віці від 18 років та старших — 94,4 чоловіків також старших 18 років.
Середній дохід на одне домашнє господарство  становив 87 419 доларів США (медіана — 58 625), а середній дохід на одну сім'ю — 101 999 доларів (медіана — 75 083). Медіана доходів становила 51 992 долари для чоловіків та 37 357 доларів для жінок. За межею бідності перебувало 10,4 % осіб, у тому числі 13,0 % дітей у віці до 18 років та 2,7 % осіб у віці 65 років та старших.
Цивільне працевлаштоване населення становило 798 осіб. Основні галузі зайнятості: освіта, охорона здоров'я та соціальна допомога — 26,1 %, будівництво — 11,4 %, роздрібна торгівля — 10,3 %.